# Meigente
Meigente (llamada oficialmente San Xulián de Meixente) es una parroquia y una aldea española del municipio de Sarria, en la provincia de Lugo, Galicia.

## Organización territorial
La parroquia está formada por once entidades de población, constando siete de ellas en el nomenclátor del Instituto Nacional de Estadística español:

### Entidades de población
Entidades de población que forman parte de la parroquia:
- A Costa
- A Penela
- Domiz
- Meixente
- Mouzos
- O Chouso
- O Rego
- Pacios
- Sistelo
- Sixto (O Sisto)

### Despoblado
Despoblado que forma parte de la parroquia:
- Labrada (A Labrada)

## Demografía

### Parroquia
| Gráfica de evolución demográfica de Meigente (parroquia) entre 2000 y 2021 |
|                                                                            |
| Datos según el nomenclátor publicado por el INE.                           |

### Aldea
| Gráfica de evolución demográfica de Meixente (aldea) entre 2000 y 2021 |
|                                                                        |
| Datos según el nomenclátor publicado por el INE.                       |